# Алиев, Руслан Сабирович
Руслан Сабирович Алиев (10 июля 1996, Табасаранский район, Дагестан, Россия) — российский тхэквондист. Призёр чемпионата России.

## Спортивная карьера
В феврале 2018 года завоевал серебряную медаль международного турнира серии G1 Israel Open в Израиле. В декабре 2018 года в Рязани завоевал серебряную медаль чемпионата России, уступив в финале Давиду Назаряну. В начале февраля 2019 года выиграл международный рейтинговый турнир  в кипрском городе Ларнака. В конце февраля 2019 года стал обладателем бронзовой медали международного турнира в словенском Мариборе, тем самым он не смог отобраться на чемпионат мира в Манчестер.

## Достижения
- Чемпионат России по тхэквондо 2018 — ;